# 브리엔츠역
브리엔츠역(Brienz)은 스위스 베른주의 브리엔츠 마을에 있는 기차역이다. 브리엔츠는 인터라켄과 루체른 사이를 운행하는 첸트랄반 소유의 브뤼닉선에 있는 정류장이다. 브리엔처 로트호른 산 정상까지 올라가는 브리엔츠-로트호른 랙 철도 (BRB)의 하부 종점인 브리엔츠 BRB역 건너편에 있다.
역은 포스트버스 스위스에서 제공하는 시외버스망과 교환을 제공한다. BLS AG가 브리엔츠 호수에서 운영하는 운송 서비스는 브리엔츠와 인터라켄 사이의 다양한 호숫가 장소로 연결되는 역에 인접한 부두에 기착한다. 다른 목적지 중에서 버스는 발렌베르크 야외 박물관으로 연결되며, 보트는 기스바흐 폭포로 가는 기스바흐 삭도의 하부 역까지 연결된다.
역은 1888년에 쥐라-베른-루체른 철도에 의해 브뤼닉선의 서쪽 종점으로 개통되었으며, 인터라켄을 오가는 여행은 브리엔츠 호수에서 기차와 보트 사이를 이동하기 위해 승객과 물품을 필요로 했다. 브리엔츠-로트호른 노선 종점은 1892년에 개통되었다. 브리엔츠는 1916년까지 브뤼닉 노선의 종착역으로 남아 있었는데, 그때 노선이 브리엔츠 호수 북쪽 해안을 따라 인터라켄 서역까지 연장되어 환승이 필요 없었다. 브뤼닉선 열차는 1940년대 초반까지 증기 기관차로 운반되었으며, 그때 노선이 전철화되었다. 브뤼닉선 구간의 소유권은 1903년 스위스 연방 철도로, 2004년 첸트랄반으로 이전되었다.
역의 브뤼닉선 승강장은 호수 옆에 있으며 2개의 측면 승강장이 있는 2개의 트랙으로 구성된다. 북쪽과 내륙 쪽에서 역 건물은 승강장과 호수 북쪽 해안을 따라 있는 주요 도로 사이에 위치한다. 브리엔츠-로트호른 랙 철도의 종점은 이 도로의 반대편에 있으며 두 철도는 물리적으로 연결되어 있지 않다. 버스 터미널은 역 건물 서쪽, 브뤼닉선 플랫폼과 주요 도로 사이에 위치하고, 페리 부두는 역 남동쪽에 있어 건널목을 통해 접근할 수 있다.

## 운행편
다음 서비스는 브리엔츠에서 정차한다:
- 인터레기오: 루체른-인터라켄 익스프레스 : 루체른과 인터라켄 동역 사이를 매시간 운행한다.
- 레기오: 마이링엔과 인터라켄 동역 사이를 매시간 운행한다.

## 갤러리

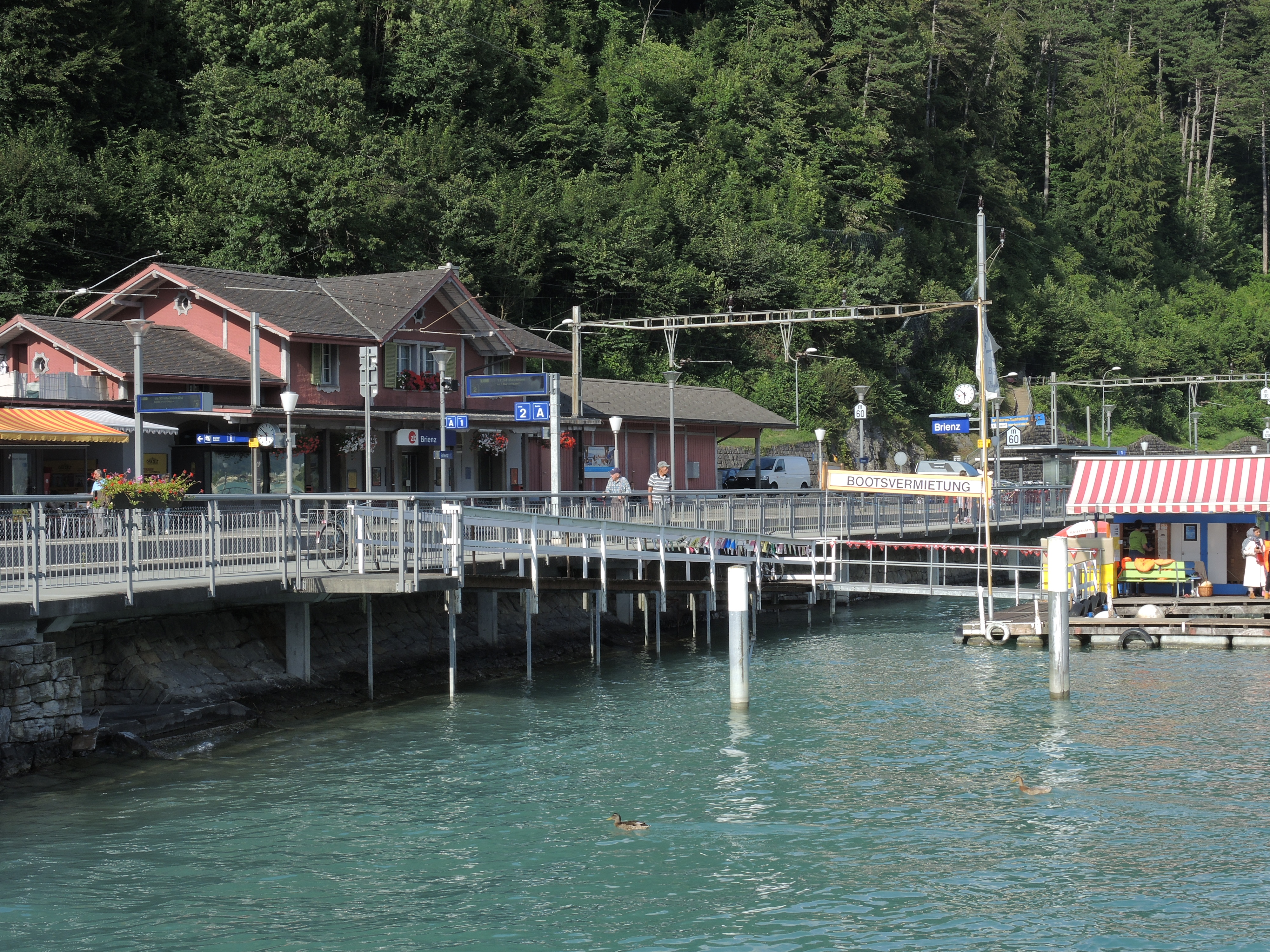
페리 선착장에서 본 역사
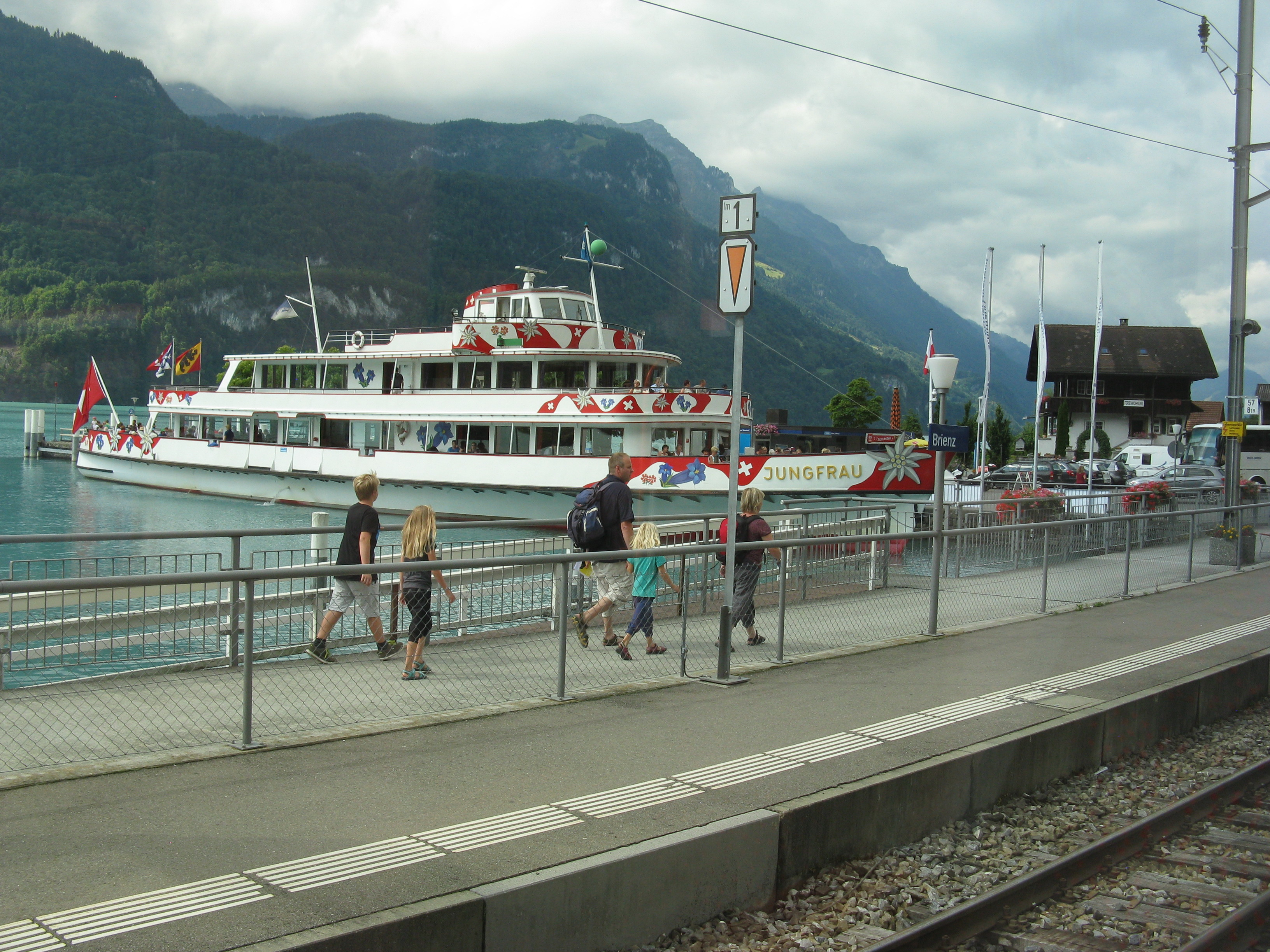
선착장의 BLS 여객선 Jungfrau
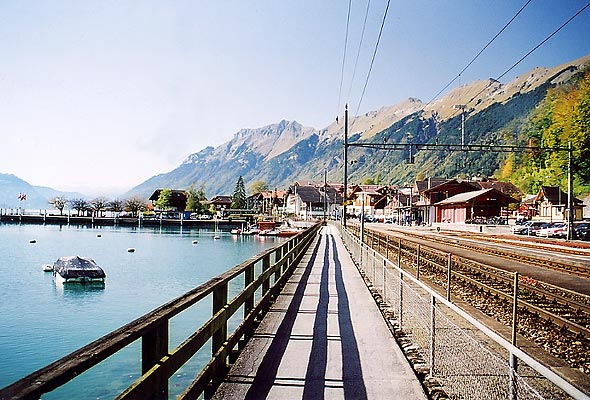
좌에서 우로: 페리선착장, 브뤼닉선 승강장, BRB 터미널
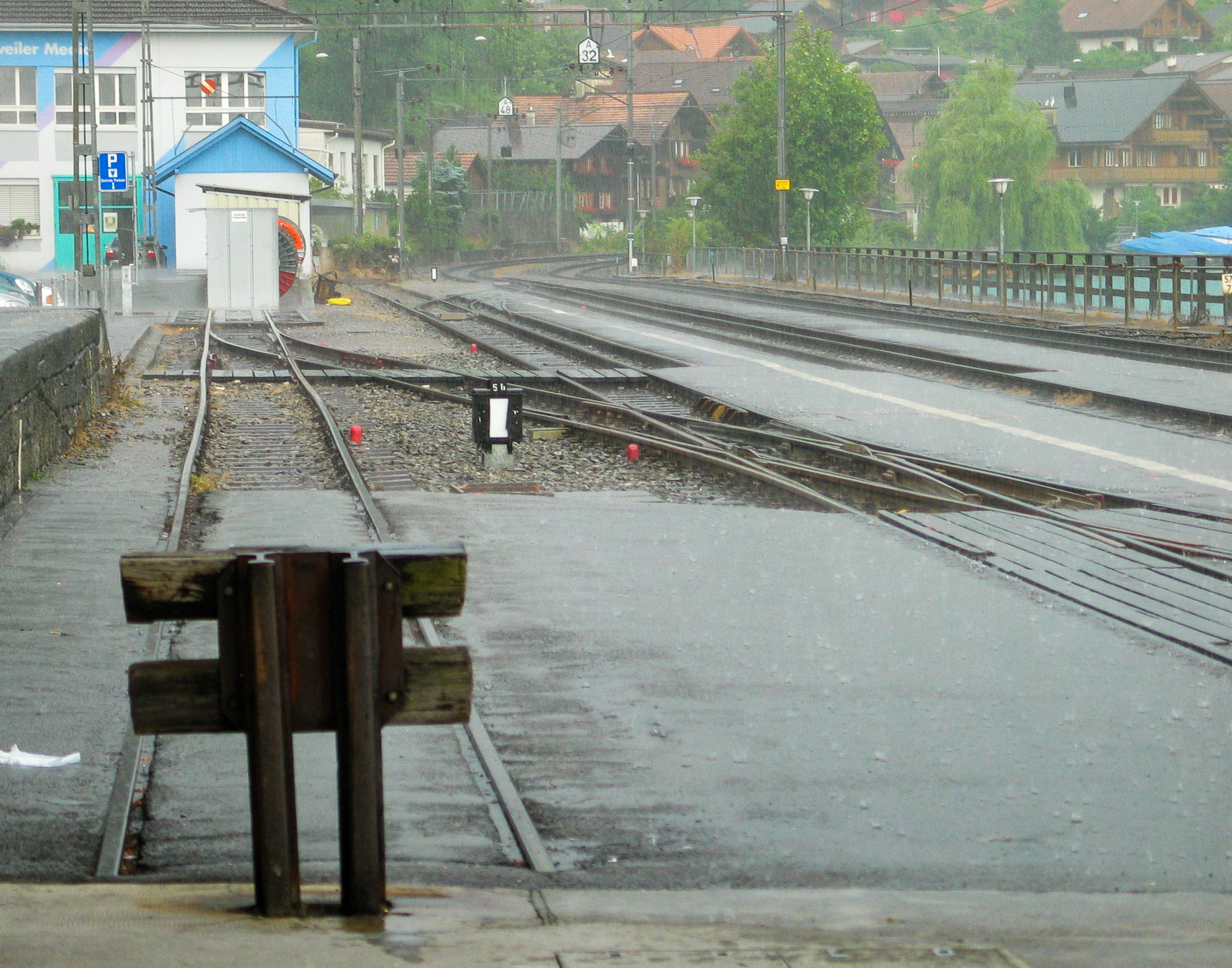
2003년 7월 15일 리모델링 이전의 브리엔츠역